# Helenismo (Academia)
Helenismo, en concepto amplio, se refiere tanto al estudio de la Antigua Grecia como a la moderna Grecia. A los académicos o estudiosos que estudian Grecia, se les denomina helenistas.
No debería confundirse con el uso de la helenización o helenismo, en el sentido de difusión de la cultura griega, ni con su utilización para describir el helenismo en el estilo neoclásico.